# Ctenomys boliviensis
Ctenomys boliviensis é uma espécie de mamífero da família Ctenomyidae. Endêmica da Bolívia.
Alguns autores consideram o Ctenomys nattereri, do Mato Grosso (Brasil), como uma subespécie do C. boliviensis, enquanto outros autores o consideram uma espécie distinta.